# Maison Bokassa
Pour les articles homonymes, voir Bokassa.
La maison Bokassa, ou plus rarement appelée famille impériale de Centrafrique, est une dynastie impériale ayant régné sur la Centrafrique. Elle est fondée le 4 décembre 1976 par Jean-Bedel Bokassa, ex-président de la République et empereur autoproclamé de Centrafrique, et déposée le 21 septembre 1979. L'empereur Bokassa Ier continue cependant à revendiquer son titre impérial auprès de la communauté internationale jusqu'à sa mort.

## Origines et histoire
En mars 1972, Jean-Bedel Bokassa se proclame maréchal et président à vie de la République centrafricaine. Les années qui suivent sont agitées par des manifestations publiques qui débouchent sur une tentative de coup d'État en décembre 1974. Le soutien international se faisant également plus rare, Bokassa décide de dissoudre le gouvernement républicain et d'établir un gouvernement provisoire en septembre 1976.
Le 4 décembre 1976, une nouvelle Constitution est mise en place, le proclamant empereur de Centrafrique, et son fils, Jean-Bedel Bokassa Jr., prince héritier. La sixième épouse de l'empereur, Catherine Denguiadé, devient impératrice consort. Ni les États-Unis ni aucun pays européen ne reconnaît ou ne soutient la monarchie nouvellement créée, à l'exception de la France, dont le président, Valéry Giscard d'Estaing, entretient des liens étroits avec Bokassa. Le pape Paul VI refuse également de prendre part à la cérémonie de couronnement.
La famille impériale est déposée en 1979 lorsque David Dacko, cousin de l'empereur, lui succède en tant que président de la IIe République centrafricaine. La France retire alors son soutien à Bokassa, qui continue cependant de se considérer comme chef de l'État en exil. Condamné à mort pour meurtre par contumace, l'empereur purge d'abord une peine de prison dans son pays avant d'être gracié, et décède de mort naturelle à Bangui en 1996.
L'actuel chef de la famille impériale est Jean-Bedel Bokassa Jr., fils de l'empereur.

## Descendance
Bokassa Ier a eu 39 enfants légitimes de 17 femmes différentes, qui ont tous reçu le titre de prince ou princesse et le prédicat d'altesse impériale à partir du 4 décembre 1976. En voici certains :
- Georges Bokassa
- Martine Bokassa
- Jean-Charles Bokassa
- Saint Cyr Bokassa
- Nicole Bokassa
- Marie-Alice Bokassa
- Saint-Sylvestre Bokassa
- Jean-Parfait Bokassa
- Marie-Ange Bokassa
- Jean Le Grand Bokassa
- Charlemagne Bokassa
- Jean-Serge Bokassa
- Jean-Bedel Bokassa Jr., héritier présomptif[2]
- Kiki Bokassa
- Lucienne Bokassa-Barbier-Mueller
- Marguerite Bokassa
- Marie-France Bokassa

Bokassa a également de nombreux petits-enfants, dont Jean-Barthélémy Bokassa.